# Vortizismus

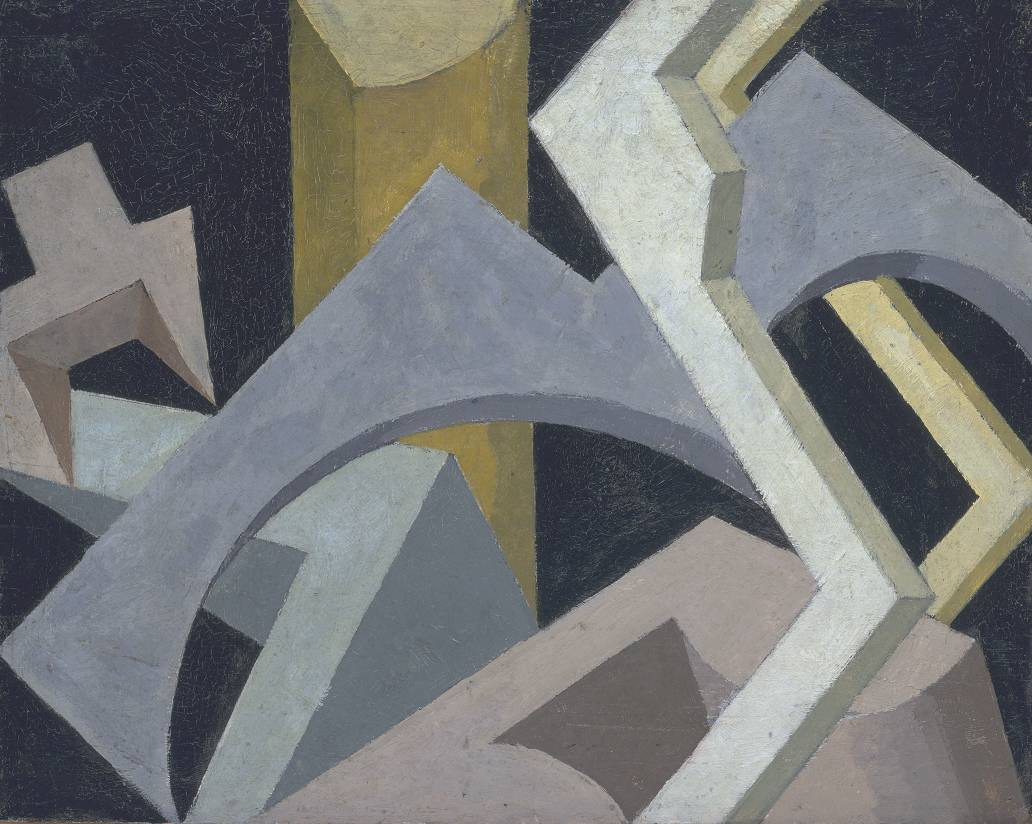
Abstract composition von Jessica Dismorr zur Zeit der Vorticist-Ausstellung 1915

Der Vortizismus (englisch Vorticism, von lat. vortex „Wirbel, Sturm“) ist eine Richtung der bildenden Kunst, die im frühen 20. Jahrhundert in England parallel zum Kubismus und dem italienischen Futurismus entstand. Sie sah sich im Widerspruch zur akademischen Tradition sowie dem Impressionismus und verstand sich ausdrücklich als spezifisch englischer Beitrag zur Moderne.

## Geschichte

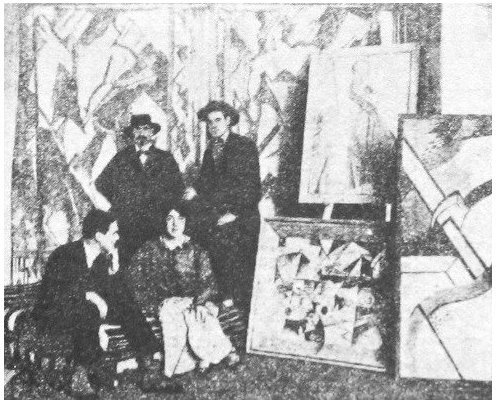
Kate Lechmere, Cuthbert Hamilton (sitzend), Edward Wadsworth und Wyndham Lewis im Rebel Art Centre, London, 1914

Ausstellungsplakat zur First Vorticist Exhibition Doré Gallery London, Juni/Juli 1915

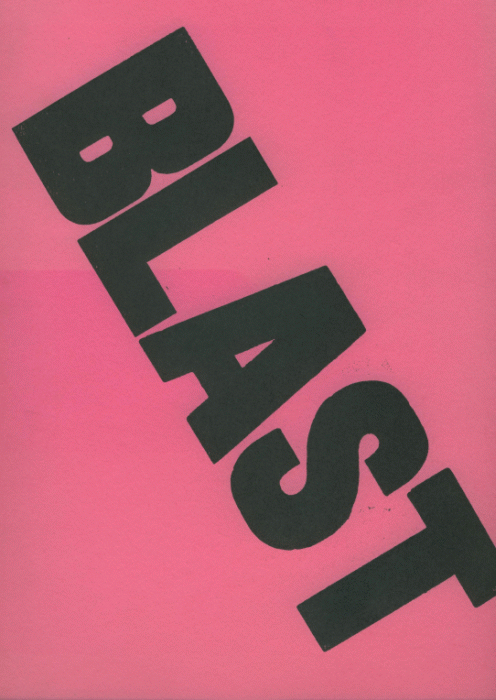
Umschlag BLAST Nr. 1, Juni 1914.

Ein wichtiger Vorläufer der vortizistischen Bewegung war der Maler Roger Fry, der mit den Ausstellungen Manet and the Post-Impressionists 1910 und Second Post-Impressionist Exhibition of English, French and Russian Artists 1912 Impulse für eine Neuorientierung der bildenden Kunst in Großbritannien gab.
Für die Entwicklung des Vortizismus besaß in der Folge der italienische Futurismus erheblichen Einfluss; z. B. auf Percy Wyndham Lewis, einen der zentralen Protagonisten des Vortizismus und seiner Heimstatt, des Rebel Art Centre in London. Wyndham Lewis gehörte zu den ersten Künstlern, die an Roger Frys 1913 gegründeter Künstlerwerkstatt Omega Workshops beteiligt waren, er verließ sie jedoch nach kurzer Zeit im Streit. BLAST, das Organ der avantgardistischen Bewegung, erschien nur in zwei Ausgaben im Juli 1914 und Juli 1915.
Der Vortizismus wandte sich gegen realitätsnahe Darstellungen in der Kunst, verneinte ihren moralischen Auftrag und bestand auf der Autonomie des Kunstwerks. Andererseits sahen sich die Künstler des Vortizismus im Gegensatz zur Kunst Frankreichs und als Vertreter einer originär nordisch-englischen Kunst mit einem ausgeprägt maskulinen Selbstverständnis, das u. a. Härte als Wert postulierte. Sie verstanden ihre Werke als Auseinandersetzung mit der modernen „mechanischen“ industriellen Welt und blieben realen Vorbildern, Menschen und Sujets aus der Großstadt und der industriellen Produktion verhaftet. Die für viele Künstler ernüchternden Kriegserfahrungen dürften Einfluss darauf gehabt haben, dass der Weg von der Abstraktion zum Abstrakten (nicht Gegenständlichen) nicht vollendet wurde und der Vortizismus den Ersten Weltkrieg kaum überdauerte.

## Museale Rezeption
Die Tate Gallery in London zeigte vom 14. Juni bis zum 4. September 2011 über 100 Schlüsselwerke dieser Kunstrichtung.

## Künstler

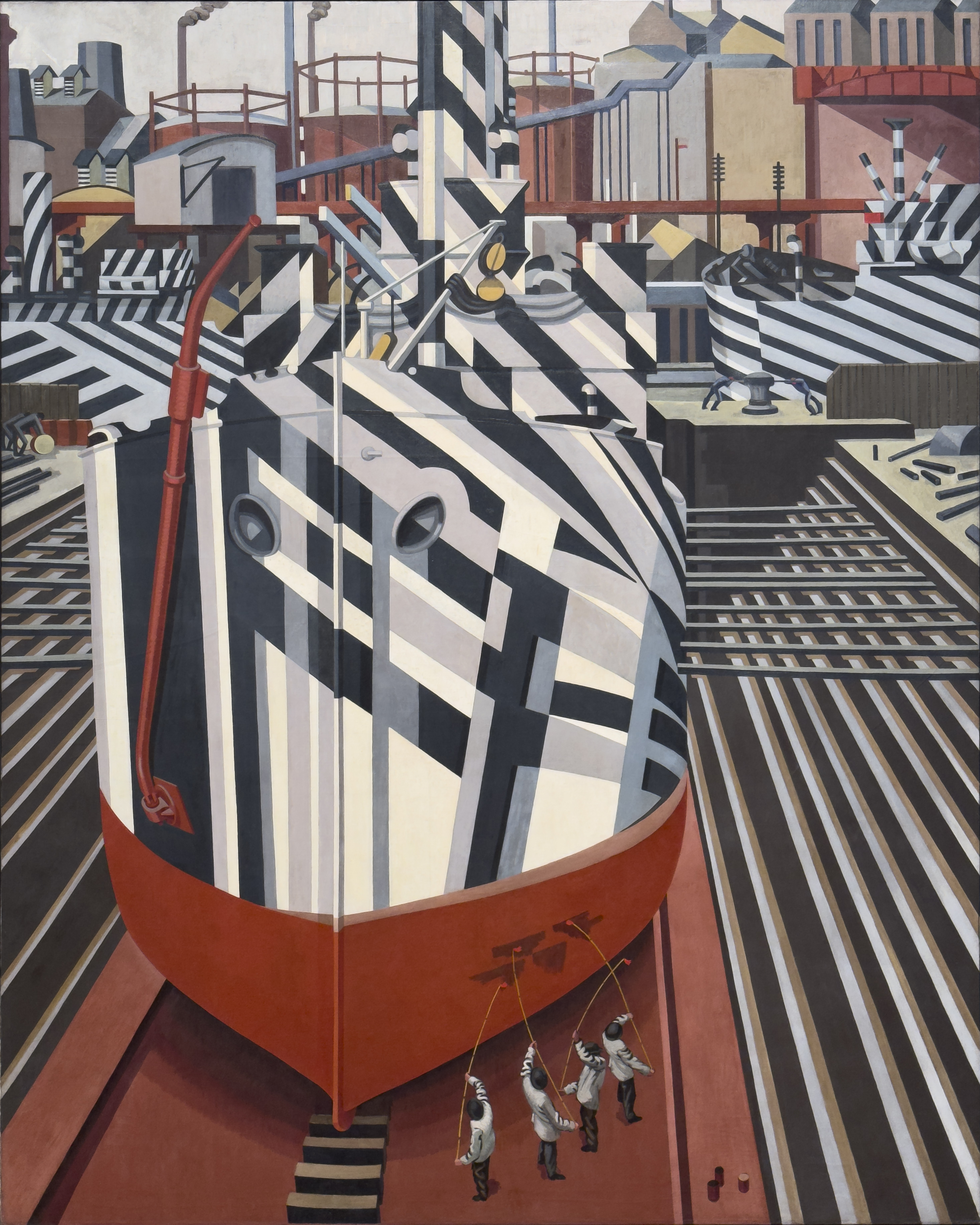
Dazzle-ships in Drydock at Liverpool von Edward Wadsworth, 1919

In der Ausgabe Nr. 1 wurde das Manifesto veröffentlicht, das von elf Künstlern unterzeichnet worden war:
- Richard Aldington
- Malcolm Arbuthnot, Erfinder der „Vortography“
- Lawrence Atkinson
- Jessica Dismorr
- Henri Gaudier-Brzeska, bereits 1915 gefallen
- Cuthbert Hamilton
- Wyndham Lewis
- Ezra Pound
- William Roberts
- Helen Saunders
- Edward Wadsworth

Weitere an dieser Bewegung Beteiligte waren: Vanessa Bell, David Bomberg, Alvin Langdon Coburn (Erfinder des „Vortoscope“), Thomas Stearns Eliot, Jacob Epstein (bekannt für seine Skulptur Rock Drill), Frederick Etchells, Meryl Evans, Ford Madox Ford (Förderer), Duncan Grant, Thomas Earnest Hulme (1917 gefallen), Jacob Kramer, Paul Nash, Christopher Nevinson, Dorothy Shakespear und Rebecca West.